# The BONEZ
The BONEZ（ザ・ボーンズ）は、日本のロックバンド。

## 概要
2012年、JESSE、T$UYO$HI、ZAX、ZUZUの4人でJESSE and The BONEZとして活動を開始。2013年にZUZUが脱退、NAKAが加入。2019年12月を以てNAKA脱退。2022年4月、2020年からサポートギターを務めていたKOKIが正式加入。

## 来歴
2011年11月11日より始動したJESSEのマルチエンタテインメントプロジェクト「Stand Up! Project」を通じ、オーディションで出会ったZUZUとレコーディングされた”Stand Up!”をJESSE and THE BONEZ名義で2012年11月11日リリースから本格的に活動開始。盟友であるPay money To my Painのメンバー・Kが病気療養による活動中止に伴い、同バンドのメンバーであるT$UYO$HI、ZAXに参加を呼びかけ、Pay money To my Pain再始動までの限定メンバーとして参加だったが、Kが急逝。 
2013年1月11日、下北沢シェルターにて、初のワンマンライブを敢行し、2013年9月に「The BONEZ」に改名した。2ndアルバムの制作を終え、ZUZUが脱退。10月14日のライブより、NAKA（元RIZE）が加入し、11月にはNをモチーフにした新しいロゴを発表した。 
2014年1月22日に2ndアルバム「Astronaut」を発売。2月18日から4月12日まで、アルバムのレコ発ツアーとなる「Astro Tour 2014」を20カ所で行い、後にライブDVDが発売された。夏にはSUMMER SONICやROCK IN JAPAN FESTIVAL等の日本の大型フェスや台湾でのFormoz fes等、アジア圏でもライブを行った。7月には、NAKA加入後の初作品となる「Place of Fire」、ライブDVD「Astro Tour 2014 "The ONE"」をリリースした。12月4日からワンマンでの東名阪ツアー「Astro Tour "ONE MAN SHOW"」を開催した。
2015年4月にバンドとしては初の全国10都市でのワンマンツアーを開催した。
2019年7月、JESSEが大麻取締法違反容疑での逮捕に伴い活動休止。12月、音楽の方向性を理由にNAKAが脱退。
2020年5月、全国ツアーにて活動を再開。
2022年4月、サポートだった KOKIが新メンバーとして加入。5月、全国18箇所を回るツアー「Welcome to The Lab House」をスタート

## メンバー
- JESSE（ボーカル・ギター） - RIZE、E.D.O
- T$UYO$HI（ベース） - Pay money To my Pain （2019年7月〜Dragon Ash サポート）drug store cowboy
- ZAX（ドラム） - Pay money To my Pain
- KOKI（ギター） - TEARS OF THE REBEL ボーカルのJESSEと同じく日英バイリンガル。

### 元メンバー
- ZUZU（ギター）
- NAKA（ギター） - 元RIZE

## ディスコグラフィ

### 配信限定シングル
| 発売日        | タイトル             | レーベル           |
| ------------- | -------------------- | ------------------ |
| 2019年5月11日 | “Good” Bye Song      | TENSAIBAKA RECORDS |
| 2021年4月5日  | We are The BONEZ     | TENSAIBAKA RECORDS |
| 2021年7月1日  | Rusted Car           | TENSAIBAKA RECORDS |
| 2022年3月11日 | That Song            | TENSAIBAKA RECORDS |
| 2024年7月22日 | Straight Up feat. Kj | TENSAIBAKA RECORDS |